# Tōnoshō (Chiba)
Tōnoshō (東庄町 Tōnoshō-machi?) es un pueblo en la prefectura de Chiba, Japón, localizado en la parte centro-este de la isla de Honshū, en la región de Kantō. El 1 de marzo de 2021 tenía una población estimada de 13 085 habitantes y una densidad de población de 283 personas por km².

## Geografía
Tōnoshō se encuentra en el extremo noreste de la prefectura de Chiba. Limita al norte con el río Tone, que también forma la frontera con la prefectura de Ibaraki. El terreno es mayormente plano y en gran parte tiene una elevación media de 40 a 50 metros sobre el nivel del mar.

## Historia
El área alrededor de Tōnoshō ha estado habitada desde al menos el Paleolítico japonés y se han encontrado herramientas de piedra y tumbas del período Kofun. Durante los períodos Kamakura y Muromachi, el área estaba bajo el control del clan Chiba. Después del comienzo del período Edo, gran parte del área era parte del dominio Omigawa, un dominio feudal menor bajo el shogunato Tokugawa. Después de la restauración Meiji, se fundaron las aldeas de Tōjō, Tachibana, Jindai y Sasagawa el 1 de abril de 1889 dentro del distrito Katori en la prefectura de Chiba. Sasagawa fue elevada al estatus de pueblo el 1 de agosto de 1907 y el 20 de julio de 1955 se fusionó con las aldeas de Tachibana, Jindai y Tōjō para formar el actual Tōnoshō.

## Economía
Tōnoshō es un centro comercial regional cuya economía es principalmente agrícola, con algunas industrias manufactureras ligeras. Los cultivos principales incluyen arroz y nabos. La industria incluye el procesamiento de pescado y la producción de salsa de soja.

## Demografía
Según los datos del censo japonés, la población de Tōnoshō ha disminuido en los últimos 30 años.
| Gráfica de evolución demográfica de Tōnoshō entre 1940 y 2015 |
|                                                               |
| Oficina de Estadísticas de Japón                              |